# Коморы на летних Олимпийских играх 2000
Коморы принимали участие в Летних Олимпийских играх 2000 года в Сиднее (Австралия) во второй раз за свою историю, но не завоевали ни одной медали. Сборную страны представляла два легкоатлета — мужчина и женщина, которые принимали участие в беге на 100 метров и завершили вступления после первого раунда. Хадхари Джафар стал двукратным участником Олимпийских игр.

## Результаты

### Лёгкая атлетика
Мужчины
| Спортсмен      | Дисциплина | Первый раунд | Первый раунд | Четвертьфинал        | Четвертьфинал        | Полуфинал            | Полуфинал            | Финал                | Финал                |
| Спортсмен      | Дисциплина | Время        | Место        | Время                | Место                | Время                | Место                | Время                | Место                |
| -------------- | ---------- | ------------ | ------------ | -------------------- | -------------------- | -------------------- | -------------------- | -------------------- | -------------------- |
| Хадхари Джафар | 100 м      | 10.68        | 7            | Завершил выступления | Завершил выступления | Завершил выступления | Завершил выступления | Завершил выступления | Завершил выступления |

Женщины
| Спортсменка     | Дисциплина | Первый раунд | Первый раунд | Четвертьфинал         | Четвертьфинал         | Полуфинал             | Полуфинал             | Финал                 | Финал                 |
| Спортсменка     | Дисциплина | Время        | Место        | Время                 | Место                 | Время                 | Место                 | Время                 | Место                 |
| --------------- | ---------- | ------------ | ------------ | --------------------- | --------------------- | --------------------- | --------------------- | --------------------- | --------------------- |
| Санджима Батули | 100 м      | 13.58        | 9            | Завершила выступления | Завершила выступления | Завершила выступления | Завершила выступления | Завершила выступления | Завершила выступления |